# Eikvaren
Eikvaren (Polypodium) is een geslacht van zo'n 150 tot 180 soorten varens die over de hele wereld voorkomen, maar vooral in tropische gebieden. Het geslacht is in België en Nederland vertegenwoordigd met twee soorten en één hybride met als bekendste soort de gewone eikvaren (Polypodium vulgare).

## Naamgeving
- Synoniemen: Anaxetum Schott (1834), Catenularia Zippel ms. ex Mett. (1857), Cephalosorium Moore (1857), Chilopteris Presl (1836), Chrysopteris Link (1841), Clathropeltis Kuhn (1879), Coelopteris A. Braun ms. ex Mett. (1857), Cyrtomiphlebium Hooker (1863), Cystidium J. Sm. ms. ex Moore (1861), Diagramma Blume (1828), Dicranopteris BI. ex Endl. (1841), Dictyogramma Presl (1849-51), Dictyophlebia Gris. (1857), Eleutherophlebia Gris. (1857),  Goniolepicystis Diels (1899), Lepicystis J. Sm. (1842), Leptoselliguea C. Chr. (1934), Leptostegia Zipp. ms. ex Mett. (1857), Marginaria Bory (1824), Marginariopsis Moore (1857), Micropteris J. Smith (1875), Microterus Presl (1849-51), Phlebiolepicystis Diels (1899), Phlebodiopsis Moore (1857), Phyllitidis J. Smith (1841), Phymatodes Presl (1836), Pleurogonium Presl (1836), Pseudovittaria C. Chr. (1929), Synammia C. Presl (1836), Trichocalymma Zenker ms. ex Kze. (1851)

- Duits: Tüpfelfarne
- Frans: Polypodes
- Engels: Polypodies, Rockcap ferns

## Kenmerken

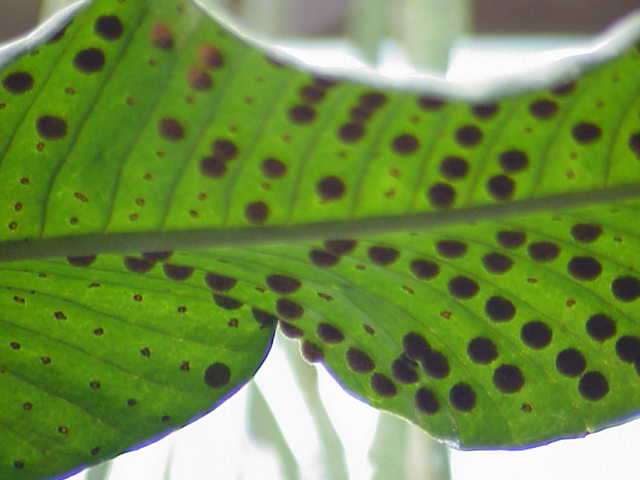
Polypodium crassifolium, sporenhoopjes op de onderkant van het blad

Eikvarens zijn terrestrische of epifytische varens met horizontaal kruipende, dicht met haren of schubben bezette rizomen en verspreid staande eenvormige bladen.
De bladen zijn 10-80 cm lang en verschillen in vorm, maar zijn steeds groenblijvend, meerjarig, en één- of meervoudig gedeeld.
De sporenhoopjes liggen op de onderzijde van de bladen, zonder dekvliesje.

## Gebruik en cultivatie
Eikvarens worden gebruikt in fytotherapie en als voedsel; de wortelknollen hebben een bitterzoete smaak en worden als smaakstof in noga gebruikt.
Vele soorten, hybriden en cultivars zoals Polypodium 'Green Wave', zijn populair als decoratieve tuinplanten voor schaduwrijke plaatsen.

## Taxonomie
Het geslacht wordt tot de eikvarenfamilie (Polypodiaceae) gerekend.
Het telt naargelang de gevolgde taxonomie 150 tot 180 soorten. Daarnaast worden nog een tiental hybriden erkend.

### Beschreven soorten
In Europa komen drie of vier soorten en een hybride van nature voor, waarvan twee en een hybride in België en Nederland,
- Polypodium cambricum L. (1753) (zuidelijke eikvaren)
- Polypodium interjectum Shivas (brede eikvaren)
- Polypodium macaronesicum Bobrov
- Polypodium vulgare L. (1753) (gewone eikvaren)

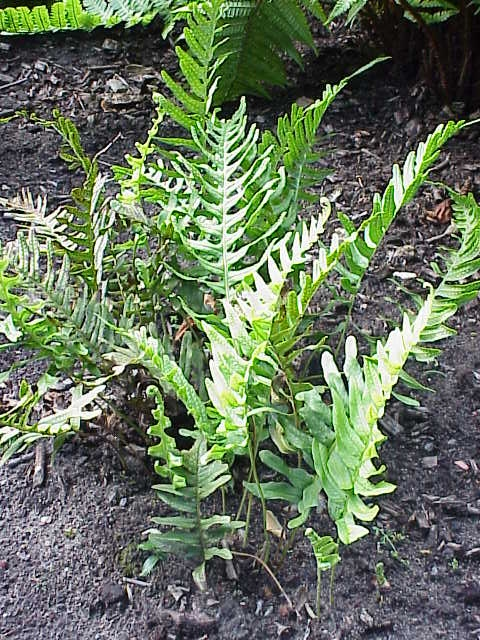
Gewone eikvaren

- Polypodium ×mantoniae Rothm. & U. Schneid. (bastaardeikvaren)

P. macaronesicum wordt door sommige botanici als ondersoort van P. cambricum gezien.
... · P. azoricum · P. cambricum (Zuidelijke eikvaren) · P. interjectum (Brede eikvaren) · P. macaronesicum · P. vulgare (Gewone eikvaren) · P. ×mantoniae (Bastaardeikvaren) · ...